# Диоксид-сульфид европия(III)
Диоксид-сульфид европия(III) — неорганическое соединение, 
смешанный оксид-сульфид европия с формулой Eu2O2S,
светло-розовые кристаллы,
не растворяется в воде.

## Получение
- Окисление при нагревании на воздухе сульфида европия(II):

{\displaystyle {\mathsf {2EuS+2O_{2}\ {\xrightarrow {660^{o}C}}\ Eu_{2}O_{2}S+SO_{2}}}}
- Длительное прокаливание смеси оксида европия(III), сульфида европия(II) и серы:

{\displaystyle {\mathsf {2Eu_{2}O_{3}+2EuS+S\ {\xrightarrow {600^{o}C}}\ 3Eu_{2}O_{2}S}}}

## Физические свойства
Диоксид-сульфид европия(III) образует светло-розовые кристаллы.
Не растворяется в воде.